# محمدرضا میبدی
محمدرضا میبدی زاده ۱۳۳۱ در اراک یکی اساتید دانشگاه صنعتی امیرکبیر و رئیس دانشکده مهندسی برق و رایانه و فناوری اطلاعات دانشگاه آزاد قزوین است. او لیسانس و فوق لیسانس خود را در رشته اقتصاد از دانشگاه شهید بهشتی (دانشکده ملی سابق) دریافت کرده‌است. او برای ادامه تحصیل عازم دانشگاه اوکلاهوما شد و توانست در سال ۱۳۶۲ مدارک کارشناسی ارشد و دکتری خود را در رشته علوم کامپیوتر از این دانشگاه دریافت کند. او هم‌اکنون از اعضای هیئت عملی دانشکده مهندسی کامپیوتر و فناوری اطلاعات دانشگاه صنعتی امیرکبیر است.
در تاریخ ۵ اسفند ۱۳۹۵ در مراسم تجلیل از برگزیدگان مهندسی کشور، منتخب فرهنگستان علوم جمهوری اسلامی ایران در سال ۱۳۹۵، از ایشان به عنوان منتخب بخش مهندسی برق و کامپیوتر تجلیل شد.